# Alexander Rybak
Alexander Rybak, rodným jménem Alexandr Igorjevič Rybak (rusky Алекса́ндр И́горевич Рыба́к, bělorusky Аляксандр І́гаравіч Рыбак, Aljaksandr Iharavič Rybak) (* 13. května 1986 Minsk), je norský zpěvák-písničkář, houslista, herec, skladatel a klavírista běloruského původu.
V květnu 2009 zvítězil na soutěži Eurovision Song Contest v Moskvě s písní „Fairytale“ („Víla“) s tehdy rekordním ziskem 387 bodů.

Jeho debutové album Fairytales, vydané v roce 2009, se umístilo v top 20 devíti evropských hitparád, včetně prvního místa v Norsku a Rusku. Eurovize se účastnil taktéž v roce 2018 v Lisabonu v Portugalsku, kde ve finále skončil na 15. místě se 144 body.

## Osobní život
Alexander Rybak se narodil 13. května 1986 v Minsku v Bělorusku (tehdy součást SSSR). S rodinou se přestěhoval do Norska ve věku čtyř let. Zde byl Alexander pokřtěn a vychován v pravoslavné víře.
V pěti letech začal navštěvovat hodiny houslí a klavíru. Alexandrův otec je věhlasný běloruský houslista, zatímco jeho matka je klavíristka. Od deseti let navštěvoval Hudební institut Barratt Due v Oslu.
Rybak plynně hovoří a zpívá v norštině, běloruštině, ruštině a angličtině.

## Kariéra

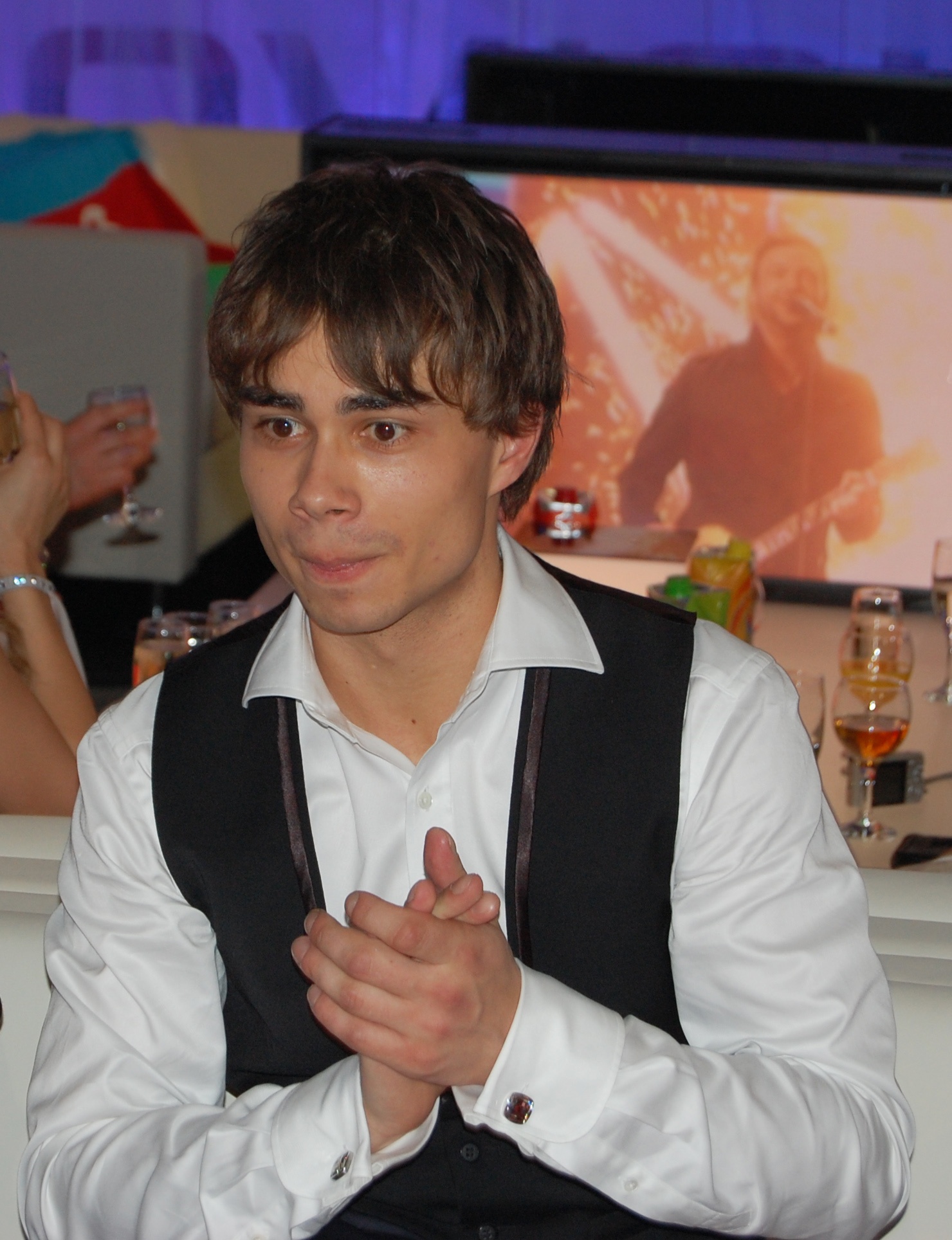
Alexander Rybak na Eurovizi 2009

V roce 2005 se Alexander Rybak zúčastnil norské odnože pěvecké soutěže Idol (Idol: Jakten på en superstjerne), kde se probojoval do semifinále. O rok později s vlastní písní „Foolin'“ zvítězil v Kjempesjansen, talentové soutěži norské veřejnoprávní televize NRK. Následně spolupracoval s Mortenem Harketem ze skupiny A-ha a jinými známými umělci. V roce 2007 debutoval v divadelní produkci muzikálu Šumař na střeše Nového divadla v Oslu. Za svoji roli obdržel cenu Hadda.

### Eurovize 2009
Počátkem roku 2009 Rybak zvítězil v soutěži Melodi Grand Prix 2009, národním kole Norska do Eurovize 2009. Soutěžní píseň „Fairytale“, kterou sám napsal, obdržela přes 715 000 diváckých hlasů.
14. května 2009 Rybak vystoupil na mezinárodním semifinále v Moskvě, odkud z prvního místa postoupil do finálového kola. Zde o dva dny později zvítězil s rekordním počtem 387, porážejíc zástupkyni Islandu Yohannu o 169 bodů. Zlomil tak rekord skupiny Lordi, která o tři roky dříve zvítězila s 292 body.
Rybak byl jasným favoritem na vítěze a obdržel rekordní počet nejvyšších dvanáctibodových ohodnocení (16; překonáno až o tři roky později švédskou zpěvačkou Loreen).
V národním kole i na Eurovizi Rybaka doprovodili tanečníci z formace Frikar Dance Company.

### Po Eurovizi; Debutové album a film

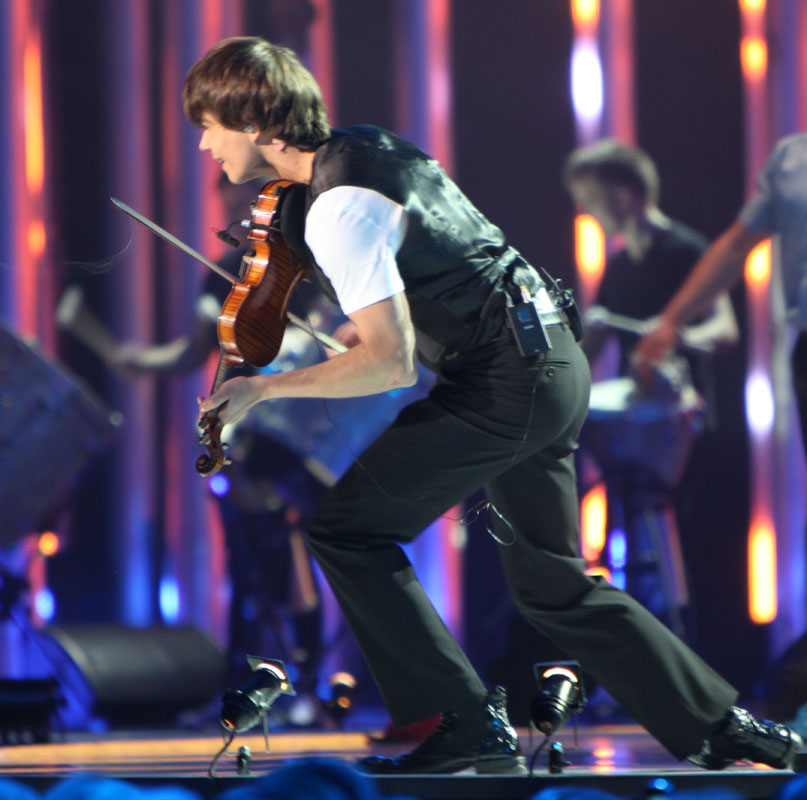
Rybak vystupuje na koncertě u příležitosti předávání Nobelovy ceny za mír za rok 2009 (Oslo, prosinec 2009)

Dva týdny po vítězství v Eurovizi bylo vydáno očekávané debutové album Fairytales, které obsahuje vítězný singl. Bylo pozitivně přijato kritikou a obsadilo místa v nejlepší dvacítce hitparád v Norsku, Belgii, Dánsku, Finsku, Německu, Polsku, Rusku, Švédsku a na Kypru.
Rybak následně ztvárnil postavu Leviho ve filmu norské režisérky Grete Salomonsen Yohan, který vyšel v březnu 2010. Spolu se zpěvačkou Elisabeth Andreassen se vydal na turné po Norsku, a s uskupením Frikar následně objížděl koncerty v Evropě – koncem února 2010 vystoupil i v Lucerna Music Baru v Praze.
V prosinci 2009 Rybak zazpíval píseň „Fairytale“ na koncertě k příležitosti vyhlášení Nobelovy ceny za mír v Oslu. Ve stejné době nazpíval titulní píseň k ruskému filmu Černý blesk v produkci slavného Timura Bekmambetova.
Současně byl vydán dokument Fairytale – Film, který mapoval zpěvákovu cestu k vítězství na Eurovizi.

### 2010 – 2011
Koncem ledna 2010 Rybak předvedl ve Finsku svůj nový singl Europe's Skies. V březnu vystoupil v televizní show BBC – britském národním kole do Eurovize 2010. O měsíc později vydal spolu s hip-hopovou formací Opptur singl Fela Igjen.
Na soutěži Eurovizi 2010, která se díky Rybakovu vítězství konala v Oslu, zpěvák v květnu vystoupil jako host.
V červnu 2010 bylo vydáno druhé album No Boundaries, které se umístilo v hitparádách v Norsku, Švédsku, Finsku a Polsku.
V lednu 2011 se stal soutěžícím televizní show „Let's Dance“, švédské odnože Strictly Come Dancing, kde obsadí čtvrté místo.
Později vydal album Visa Vid Vindens Ängar, n němž spolupracoval s legendárním švédským umělcem Matse Paulsonem.
V lednu 2011 následně vystoupil jako host v rumunské odnoži pěvecké soutěže X-Factor.

### 2012–doposud
V květnu 2012 vyšel duet Alexandra a rumunské zpěvačky Pauly Seling „I'll Show You“ (Selling spolu s rumunsko-norským zpěvákem Ovim obsadila třetí místo na Eurovizi 2010 v Oslu). Píseň nabyla značné popularity v rumunských rádiích a byla distribuována vydavatelstvím Capsounds.
Nový singl „Leave Me Alone“, který je určený Rybakově pronásledovatelce byl vydán v říjnu 2012 a byl doprovozen videoklipem a ruskou verzí „Dostala“.
Koncem listopadu Alexander vydal vánoční album Christmas Tales.
Pro mladou zpěvačku Annsofi složil Rybak píseň „I'm With You“, která obsadila čtvrté místo v národním kole Norska do Eurovision Song Contest 2013.

## Diskografie

### Alba
- 2009: Fairytales
- 2010: No Boundaries
- 2011: Visa vid vindens ängar
- 2012: Christmas Tales
- 2015: Trolle og den magiske fela

### Singly
- 2009: „Fairytale“
- 2009: „Funny Little World“
- 2009: „Roll with the Wind“
- 2010: „Oah“
- 2011: „Visa vid vindens ängar“
- 2011: „Resan till dig“
- 2012: „I’ll Show You“ (& Paula Seling)
- 2012: „Leave Me Alone“
- 2014: „Into a Fantasy“
- 2016: „I Came to Love You“
- 2018: „That's How You Write a Song“
- 2018: „Mom“
- 2018: „Let the Music Guide You“
- 2019: „I'm Still Here“
- 2020: „My Whole World“
- 2020: „Give Me Rain“
- 2020: „Magic“
- 2020: „Wonderland“ (& Roxen)
- 2021: „Mitt Andre Hjem“
- 2021: „Stay“ (& Sirusho)
- 2021: „Hold Me“
- 2022: „Memories“
- 2023: „No More Me and You“ (& Annsofi)
- 2023: „1000 Views“ (featuring Grace Kelly)
- 2023: „Kid“
- 2024: „Maybe“

### Jiné
- 2009: „I Don't Believe in Miracles / Superhero“
- 2010: „Fela Igjen“ (& Opptur)
- 2011: „Atlantis“

## Filmografie
| Rok  | Film                                 | Role      | Poznámky      |
| ---- | ------------------------------------ | --------- | ------------- |
| 2009 | Fairytale – The Movie                | on sám    | dokument      |
| 2009 | Some Sunny Night - Live in Lillesand | Ketil Moe | muzikál       |
| 2010 | Yohan: The Child Wanderer            | Levi      | film          |
| 2010 | Jak vycvičit draka                   | Škyťák    | norský dabing |
| 2014 | Jak vycvičit draka 2                 | Škyťák    | norský dabing |
| 2019 | Jak vycvičit draka 3                 | Škyťák    | norský dabing |
| 2020 | Eurosong: Příběh skupiny Fire Saga   | on sám    | film          |